# Hermann von Plessen
Hermann Karl Franz von Plessen (né le 8 avril 1803 à Königsberg et mort le 27 janvier 1877 à Klein Sabow, arrondissement de Naugard (de)) est un lieutenant général prussien.

## Biographie

### Origine
Hermann est issu de la famille noble de Plessen, originaire du Mecklembourg-Holstein. Il est le fils de Georg Karl Werner Friedrich von Plessen (né le 25 juin 1773 à Klein Vielen et mort le 17 mai 1828 à Nauen), administrateur de l'arrondissement de Flatow (de) et directeur de la société des pompiers de l'arrondissement d'Havelland-de-l'Est (de), et de son épouse Johanna Friederike Charlotte von Pastau (1777–1809), fille du général de division Christian von Pastau (de).

### Carrière militaire
Plessen est à partir du 7 juillet 1817 cadet à Berlin, il est ensuite nommé le 9 juillet 1820 Portepeefähnrich au 2e régiment de grenadiers. Un an plus tard, il y est promu au grade de Secondeleutnant. Comme Premier lieutenant, Plessen est commandant de compagnie du 9 avril 1839 au 12 avril 1843 dans le bataillon de réserve de la Garde combinée. Il rejoint ensuite son régiment d'origine, tout en étant promu Hauptmann et nommé commandant de compagni. En tant que tel, Plessen participe en 1848 au cours de la guerre contre le Danemark, à la bataille du Schleswig. Le 19 octobre 1848, il est Major puis, le 16 janvier 1849, en tant que commandant en second du 1er bataillon du 1er régiment de Landwehr de la Garde. Après sa promotion à Lieutenant-colonel le 13 juillet 1854, il est nommé le 14 novembre 1854 commandant de bataillon du 1er régiment d'infanterie. Au cours de sa carrière militaire, Plessen sert du 5 juin 1857 au 6 janvier 1858 en tant que commandant du 13e régiment d'infanterie puis jusqu'au 29 août 1860 comme commandant du 2e régiment de grenadiers. Entre-temps, le 22 mai 1858, Plessen est promu colonel et reçoit le 3 octobre 1859 l'ordre de l'Aigle rouge de 3e classe avec boucle. Le 30 août 1860, il fut nommé commandant de la 15e brigade d'infanterie (de) avec position à la suite de son régiment. À ce poste, le 18 octobre 1861, il est promu au grade de général de division. De plus, pour ses services, il reçoit le 12 novembre 1861 la croix de commandeur de 1re classe de l'ordre de la maison de Saxe-Ernestine et le 18 janvier 1863, l'ordre de l'Aigle rouge de 2e classe avec feuilles de chêne. Le 9 juin 1864, Plessen est mis à disposition avec le caractère de lieutenant général avec pension
Pendant toute la durée de la guerre franco-prussienne, Plessen est commandant adjoint de la 5e brigade d'infanterie (de) à partir du 21 juillet 1870. Il est libéré de ce poste le 27 juin 1871 et, en reconnaissance de ses services, reçoit l'Étoile de l'Ordre de la Couronne, de 2e classe.

### Famille
Plessen se marie le 15 janvier 1841 à Königshorst avec Pauline Sophie Adelaide, née Meyer (née le 7 mai 1811 à Königshorst et morte le 19 décembre 1870 à Staffelde). Le mariage donne naissance à six enfants, dont le futur maréchal prussien Hans von Plessen.